# Speichersee Garland
Der Speichersee Garland ist ein künstlicher See bei Lenggries im oberbayerischen Landkreis Bad Tölz-Wolfratshausen unterhalb des Braunecks.
Der See entstand im Jahr 2012 in einer künstlich angelegten Mulde bei der Garlandalm zwischen Brauneckschneid und Kogel und versorgt als Speichersee für die künstliche Beschneiung das Skigebiet Lenggries mit Wasser für den Skibetrieb.